# بيبي رانكس
ديفيد لوتشيانو أكوستا ، المعروف باسم بيبي رانكس (بالإسبانية: Baby Ranks) ، هو فنان من بورتوريكو و من أصل دومينيكاني يعمل في موسيقى الريغيتون. شارك في إعداد الفواتير لألبوم Luny Tunes Mas Flow 2 ،  ويغني على مسارات متعددة بما في ذلك الأغنية المنفردة " Mayor Que Yo " («أقدم مني»). احتل الألبوم المرتبة رقم 5 في مخطط الألبوم اللاتيني لنهاية العام في Billboard ، ورقم 7 على مخطط ألبوم Tropical لنهاية العام، ورقم 9 على مخطط ألبوم Reggae ، لعام 2005. فاز فيلم "Mayor Que Yo" بجائزة Reggaeton Song لهذا العام في حفل توزيع جوائز Latin Billboard Music Awards لعام 2006. 